# 畑中信司
畑中 信司（はたなか しんじ、1980年9月18日 - ）は、地方競馬の高知競馬・別府真司厩舎（2022年1月5日 - ）所属の騎手である。

## 来歴
大阪府出身。高校卒業後、地方競馬教養センターに入所し、卒業。2001年9月30日付けで地方競馬騎手免許を取得し、寺田茂厩舎からデビュー。
同年10月6日、金沢競馬第6競走でアイノファストに騎乗しデビューする（10頭立て9着）。10月29日に金沢競馬第2競走でミズホハクリュウで優勝し初勝利を挙げる。
2006年5月7日、金沢競馬第3競走をホーエイトップで優勝し通算100勝を達成する。
2007年、サラブレッドヤングチャンピオンをソルトバイオで制し重賞初制覇を挙げた。
2011年からはナムラダイキチとのコンビで重賞10勝のほか、ダートグレード競走の白山大賞典で2着に入るなど活躍する。
2012年から2013年までは冬季は福山競馬場で期間限定騎乗を行っていた。福山競馬場廃止後は定期的に高知競馬場で期間限定騎乗を行っている。
2017年の冬は韓国のソウル競馬場で期間限定騎乗を行う。
2020年6月21日、金沢競馬第3競走をサブノタマヒメで優勝し通算1,000勝を達成した。
2021年は地元の金沢競馬場ではほとんど騎乗せず、年明けから3月2日、4月8日から7月4日の期間を高知競馬場で、10月27日から12月31日までは園田競馬場で期間限定騎乗を行った後、2022年1月5日付で高知・別府真司厩舎へ移籍した。

## 主な騎乗馬
- ソルトバイオ（2007年サラブレッドヤングチャンピオン）
- ヒャクマンゴク（2011年プリンセスカップ）
- ナムラダイキチ（2011年・2012年中日杯、2012年スプリングカップ、イヌワシ賞、オータムスプリントカップ、2012年・2013年北國王冠、2013年オグリキャップ記念、2013年・2014年百万石賞）
- クロスオーバー（2014年花吹雪賞）
- グランスーリール（2015年金沢プリンセスカップ）
- パレスラブリー（2018年金沢シンデレラカップ）
- アイオブザタイガー（2018年兼六園ジュニアカップ、金沢ヤングチャンピオン）
- ティモシーブルー（2019年百万石賞、中日杯、2020年金沢スプリングカップ）
- サブノタマヒメ（2020年金沢プリンセスカップ、兼六園ジュニアカップ）
- ダノングッド（2021年園田FCスプリント）
- ヴェレノ（2022年黒潮皐月賞、ロータスクラウン賞）